# (32426) 2000 RP68
2000 RP68 (asteroide 32426) é um asteroide da cintura principal. Possui uma excentricidade de 0.25228100 e uma inclinação de 12.35005º.
Este asteroide foi descoberto no dia 2 de setembro de 2000 por LINEAR em Socorro.